# روی زمین (ترانه)
روی زمین (انگلیسی: On the Ground) نخستین تک‌اهنگ انفرادی خواننده کره‌ای-نیوزیلندی و عضو گروه بلک‌پینک، رزی است. این ترانه در ۱۲ مارس ۲۰۲۱ توسط وای‌جی انترتینمنت به عنوان تک‌آهنگ آغازین نخستین آلبوم تک‌اهنگ او به نام آر منتشر شد.

## جدول‌ها
| جدول (۲۰۲۱)                       | بهترین جایگاه |
| --------------------------------- | ------------- |
| استرالیا (ای‌آرآی‌ای)               | ۳۱            |
| بلژیک (اولتراتیپ فلاندرز)         | ۴۲            |
| کانادا (۱۰۰ تک‌آهنگ داغ کانادا)    | ۳۵            |
| ترانه‌های دیجیتال یورو (بیلبورد)   | ۱۴            |
| فرانسه (اس‌ان‌ئی‌پی)                 | ۱۹۶           |
| گلوبال ۲۰۰ (بیلبورد)              | ۱             |
| مجارستان (۴۰ تک‌آهنگ برتر)         | ۶             |
| ایرلند (ایرما)                    | ۴۹            |
| ژاپن (ژاپن هات ۱۰۰)               | ۵۰            |
| لیتوانی (ای‌جی‌ای‌تی‌ای)              | ۴۶            |
| مالزی (آرآی‌ام)                    | ۱             |
| مکزیکو ایرپلی (بیلبورد)           | ۴۶            |
| تک‌آهنگ‌های داغ نیوزیلند (آرام‌ان‌زی) | ۳             |
| پرتغال (ای‌اف‌پی)                   | ۸۸            |
| سنگاپور (ارآی‌ای‌اس)                | ۱             |
| کره جنوبی (گائون)                 | ۴             |
| کره جنوبی (کی-پاپ ۱۰۰)            | ۳             |
| تک‌آهنگ‌های بریتانیا (اوسی‌سی)       | ۴۳            |
| بیلبورد هات ۱۰۰ آمریکا            | ۷۰            |

| جدول (۲۰۲۲)             | بهترین جایگاه |
| ----------------------- | ------------- |
| ویتنام (ویتنام هات ۱۰۰) | ۹۳            |

| جدول (۲۰۲۱)            | بهترین جایگاه |
| ---------------------- | ------------- |
| کره جنوبی (گائون)      | ۵             |
| کره جنوبی (کی-پاپ ۱۰۰) | ۴             |

| جدول (۲۰۲۱)       | جایگاه |
| ----------------- | ------ |
| کره جنوبی (گائون) | ۴۴     |

## گواهی‌نامه‌ها
| منطقه                                   | گواهی  | واحد گواهی‌شده/فروش |
| --------------------------------------- | ------ | ------------------ |
| برزیل (پرو موزیکا برزیل)                | پلاتین | ۴۰٬۰۰۰             |
| رقم فروش+پخش جاری تنها بر پایهٔ گواهی‌ها. |        |                    |

## تاریخچه انتشار
| منطقه    | تاریخ        | فرمت                  | ناشر            | منابع  |
| -------- | ------------ | --------------------- | --------------- | ------ |
| مختلف    | ۱۲ مارس ۲۰۲۱ | دانلود دیجیتال استریم | وای‌جی اینترسکوپ | [ ۲۵ ] |
| استرالیا | ۱۹ مارس ۲۰۲۱ | رادیو هیت             | یونیورسال       | [ ۲۶ ] |